# Mutiny (episodio de Falling Skies)
Mutiny (El Motín en Latinoamérica y España) es el noveno episodio de la serie de drama y ciencia ficción de TNT, Falling Skies. El episodio fue escrito por Joe Weisberg y dirigido por Holly Dale y salió al aire el 7 de agosto de 2011 en E.U., como parte del final de temporada de dos horas de la serie, junto con Eight Hours

## Argumento
La relación entre Weaver y Tom se ha vuelto tensa y Anne lo nota. Dai llega malherido con las instrucciones del Coronel Porter sobre el ataque coordinado con el 4.º y 5.º batallón a la base Skitter, pero es llevado de emergencia a la enfermería, donde se ve con Weaver; Weaver le pide a Tom monte una guardia en compañía de Hal.
Anne lleva a Tom con Lourdes quien le cuenta que Weaver toma pastillas para dormir y para despertar y Anne le advierte que le pueden causar adicción y hasta alucinaciones dependiendo de la dosis que tome. Preocupado, Tom le pide a Margaret que acompañe a Hal a montar la guardia.
Un enfrentamiento entre Mason y Weaver da como resultado que Tom sea tomado prisionero y que Jimmy se cuestione sobre la actitud del Capitán. Hal y Margaret regresan de la guardia y le informan al Capitán que hay huellas frescas de Skitters y Mechs, por lo que Weaver decide adelantar el ataque, ya que los aliens han comenzado misteriosamente a retirar la totalidad de su patrullas para formar un perímetro defensivo más seguro alrededor de Boston. Rick le dice a Ben que espera que los aliens los encuentren pronto, ya que él no se considera humano.
Jimmy le dice a Hal que su padre está prisionero y arman un plan para rescatarlo, cuando lo hacen, Tom acude con Dai y le pregunta sobre las órdenes del Coronel Porter; Dai le informa que es probable que Porter haya muerto debido a un ataque Skitter a la base donde se encontraba y que no habían tenido contacto con el 4.º y 5.º batallón, y que debido a esto el ataque se suspendía.
Tom y Hal relevan de su cargo a Weaver, pero Pope entra por sorpresa para apoyar al Capitán Weaver, y tras unos minutos de diálogo logran llegar a un acuerdo: harán el ataque a la base Skitter. Ben y Scott tratan de reparar el viejo transmisor pero hacen un nuevo descubrimiento. Hal decide unirse al ataque, sin que Tom pueda hacer más que desearle buena suerte.
Ben le cuenta a su padre que mientras estaba con Scott reparando los radios, él pudo escuchar a los Skitters y que junto con Scott, está trabajando para interferir la señal Skitter.

## Elenco
| - Noah Wyle como Tom Mason. - Moon Bloodgood como Anne Glass. - Drew Roy como Hal Mason. - Maxim Knight como Matt Mason. - Connor Jessup como Ben Mason. - Seychelle Gabriel como Lourdes Delgado. - Peter Shinkoda como Dai. - Colin Cunningham como John Pope. - Sarah Carter como Margaret. - Mpho Koahu como Anthony. - Will Patton como Capitán Weaver. | - Dylan Authors como Jimmy Boland. - Daniyah Ysrayl como Rick Thompson. - Bruce Gray como Scott Gordon. - Diego Klattenhoff como Teniente Danner. |

## Recepción del público
En su estreno original, el final de temporada de dos horas recibió 5,6 millones de espectadores, el episodio clasificado más alto desde el estreno de la serie, con 2,5 millones de espectadores en la demográfica de 18-49 años. Ambos episodios obtuvieron una puntuación de 1,9 en el grupo demográfico de 18-49 años.